# Константиновская (Кировская область)
 Константиновская  — деревня в Афанасьевском районе Кировской области в составе Ичетовкинского сельского поселения.

## География
Расположена на расстоянии примерно 3 км по прямой на запад-юго-запад от райцентра поселка  Афанасьево на левобережье реки Кама.

## История
Известна с 1891 года как починок Степанов Константин с 5 дворами, в 1926 в починке Константиновском дворов 11 и  жителей 56 (49 «пермяки»), в 1950 23 и 72, в 1989 48 жителей. Настоящее название утвердилось с 1978 года. В 1939 называлась Закамско-Ичетовская.  

## Население
Постоянное население составляло 53 человека (русские 100%) в 2002 году, 50 в 2010.